# Élections législatives de 1936 dans le Pas-de-Calais
Les élections législatives de 1936 dans le Pas-de-Calais sont une composante des élections législatives françaises de 1936 qui ont lieu les 26 avril et 3 mai pour élire la XVIe législature, qui est la dernière de la Troisième République. 
Parmi les quinze députés élus, six sont de la droite, principalement en plaine d'Artois et sur le littoral, et neuf sont du Front populaire, dont six de la SFIO, Paul Sion, Alfred Maës, Henri Cadot, Gaston Beltrémieux et Roger Vantielcke, tous les cinq dans le bassin minier, mais aussi Alphonse Tellier à Boulogne-sur-Mer. Un seul député est du PCF, Cyprien Quinet (Carvin, dans le bassin minier). Ce parti a ensuite devancé de onze points la SFIO dix ans plus tard, dans l'une des deux circonscriptions, celle d'Arras et du Bassin minier, lors des élections législatives de 1946 dans le Pas-de-Calais.

## Élus
|    | Circonscription   | Député sortant                  |  | Groupe parlementaire                      | Député élu                      |  | Groupe parlementaire                      |
| -- | ----------------- | ------------------------------- |  | ----------------------------------------- | ------------------------------- |  | ----------------------------------------- |
| 1  | 1re d'Arras       | Louis de Diesbach de Belleroche |  | Républicains de gauche                    | Louis de Diesbach de Belleroche |  | Radical indépendant                       |
| 2  | 2e d'Arras        | Maurice Tailliandier            |  | Républicain et social                     | Abel Guidet                     |  | Républicain radical et radical-socialiste |
| 3  | 1re de Béthune    | Émile Canda                     |  | Républicains de gauche                    | Alphonse Tellier                |  | Parti socialiste                          |
| 4  | 2e de Béthune     | Jacques Louart                  |  | Parti socialiste                          | Paul Sion                       |  | Parti socialiste                          |
| 5  | 3e de Béthune     | Alfred Maës                     |  | Parti socialiste                          | Alfred Maës                     |  | Parti socialiste                          |
| 6  | 4e de Béthune     | Jules Appourchaux               |  | Républicains de gauche                    | Henri Cadot                     |  | Parti socialiste                          |
| 7  | 5e de Béthune     | Raoul Évrard                    |  | Parti socialiste                          | Cyprien Quinet                  |  | Communiste                                |
| 8  | 6e de Béthune     | Gaston Beltrémieux              |  | Parti socialiste                          | Gaston Beltrémieux              |  | Parti socialiste                          |
| 9  | 1re de Boulogne   | Paul Bacquet                    |  | Républicains de gauche                    | Paul Bacquet                    |  | Alliance démocratique                     |
| 10 | 2e de Boulogne    | Léon Vincent                    |  | Républicain radical et radical-socialiste | Roger Vantielcke                |  | Parti socialiste                          |
| 11 | 3e de Boulogne    | Léon Abrami                     |  | Gauche radicale                           | Adolphe Vincent                 |  | Alliance démocratique                     |
| 12 | Montreuil         | Gustave Decréquy                |  | Républicain radical et radical-socialiste | Gustave Decréquy                |  | Républicain radical et radical-socialiste |
| 13 | 1re de Saint-Omer | Joseph Tillie                   |  | Républicains de gauche                    | André Isoré                     |  | Républicain radical et radical-socialiste |
| 14 | 2e de Saint-Omer  | François de Saint-Just          |  | Fédération républicaine de France         | François de Saint-Just          |  | Fédération républicaine de France         |
| 15 | Saint-Pol         | Paul Thellier                   |  | Républicains de gauche                    | Paul Thellier                   |  | Alliance démocratique                     |

## Contexte national et régional
À l'échelle nationale, le Front populaire remporte ces élections législatives françaises de 1936 et la Section française de l'Internationale ouvrière (SFIO) devient à cette occasion le premier parti du pays en raison de son poids électoral, mais dans le Pas-de-Calais, s'il progresse, il se heurte cependant à une résistance importante de la droite.
Dès les élections municipales du printemps 1935 « dans un certain nombre de centres urbains (comme Béthune), l’union des gauches englobe au second tour, radicaux, socialistes et communistes », ce qui précède le rassemblement populaire du 14 juillet 1935, dit "Front populaire", se proposant de" barrer la route au fascisme et de lutter efficacement contre la crise", qui dans le Nord et le Pas-de-Calais, amène la droite et le centre droite à tenter de se rassembler, même si "l’unité de candidature est loin d’être la règle". De leur côté, radicaux et socialistes de cette région encore conservatrice envisagent avec des réticences la démarche dite "Front populaire" en affichant "une grande circonspection".

## Analyses des historiens
La droite avait une "nette domination en sièges" au niveau régional, dans un espace très croyant, en 1928 et 1932, en contrôlant plus de la moitié, mais globalement sur longue période au niveau régional, un affaiblissement des droites a lieu dans l'entre-deux-guerres, en raison de la percée de la SFIO en 1936: elles passent de 17 à 9 députés, parmi lesquels "ceux du centre droit sont toujours plus nombreux". Alors que le total des voix des droites se stabilise "autour de 38 % à partir de 1928", il chute de près de 9 points en 1936 dans le département voisin du Nord où émergent plusieurs candidatures d’extrême droite, mais ce recul est moindre dans le Pas-de-Calais.

## Mode de scrutin
Elles se déroulent au scrutin uninominal masculin à deux tours par arrondissements, selon la loi de juillet 1927.
Dans le département du Pas-de-Calais, quinze députés sont à élire et ils ne seront plus que treize en 1945.

## Élus
Parmi les quinze députés élus :
- neuf sont du Front populaire :
  - dont six de la SFIO, Paul Sion, Alfred Maës, Henri Cadot, Gaston Beltrémieux et Roger Vantielcke, tous les cinq dans le bassin minier, mais aussi Alphonse Tellier à Boulogne-sur-Mer,
  - deux radicaux-socialistes: Gustave Decréquy, (Montreuil-sur-Mer) et Abel Guidet (Arras),
  - un du PCF: Cyprien Quinet (Carvin, dans le bassin minier) ;

- six sont de la droite, principalement en plaine d'Artois et sur le littoral :
  - dont quatre de l'Alliance démocratique :  Paul Bacquet (Boulogne-sur-Mer), Adolphe Vincent (Boulogne-sur-Mer), Joseph Tillie (Saint-Omer)  et François de Saint-Just ;
- et deux d'autres formations classées à droite : Paul Thellier (Alliance démocratique) et Louis de Diesbach de Belleroche (Alliance des républicains de gauche et des radicaux indépendants).

### 1recirconscription (1red'Arras) 1 siège
Élu au second tour, Louis de Diesbach de Belleroche (Alliance des républicains de gauche et des radicaux indépendants),]), face à M.Louis SFIO.

### 2ecirconscription (2ed'Arras) 1 siège
Élu au second tour, Abel Guidet (radical socialiste), coalition de Front populaire.

### 3ecirconscription (Béthune) 1 siège
Élu au second tour, Alphonse Tellier (SFIO),.

### 4ecirconscription (Lens est) 1 siège
Élu au second tour, Paul Sion (SFIO), face à Francis Jiolat (1887-1949), PCF, mineur et maire de Sallaumines, qui se retire,.

### 5ecirconscription (Lens ouest)  1 siège
Élu au second tour, Alfred Maës (SFIO),, maire de Lens depuis 1928, au décès d’Émile Basly, président de la caisse de secours des mineurs de Lens et président de la Fédération des mineurs du Nord et du Pas-de-Calais.

### 6ecirconscription (Béthune) 1 siège
Réélu au second tour, Henri Cadot (SFIO),.

### 7ecirconscription (Carvin) 1 siège
Élu au second tour, Cyprien Quinet (PCF) battant Raoul Évrard (SFIO), qui se retire,.

### 8ecirconscription (Houdain) 1 siège
Réélu au second tour, Gaston Beltrémieux (SFIO) battant Vasseur (PCF), qui se retire,.

### 9ecirconscription (Boulogne-sur-Mer) 1 siège
Réélu au premier tour, Paul Bacquet (Alliance démocratique),.

### 10ecirconscription (Boulogne-sur-Mer) 1 siège
Élu au second tour, Roger Vantielcke (SFIO) après avoir éliminé au 1er tour le communiste Félix Cadras,.

### 11ecirconscription (Boulogne-sur-Mer) 1 siège
Élu au second tour, Adolphe Vincent (Alliance démocratique), bat le maire d'Outreau Ernest Desclèves (SFIO).

### 12ecirconscription (Montreuil-sur-Mer) 1 siège
Élu au second tour, Gustave Decréquy (radical-socialiste) bat Henry Elby, radical indépendant,.

### 13ecirconscription (Saint-Omer) 1 siège
Élu au second tour, André Isoré (radical socialiste) bat Joseph Tillie (Alliance démocratique),.

### 14ecirconscription (Saint-Omer) 1 siège
Élu au second tour, François de Saint-Just (Fédération républicaine),.

### 15ecirconscription (Saint-Pol-sur-Mer) 1 siège
Élu au second tour, Paul Thellier (Alliance démocratique) bat César Bernard,,.

## Ouverture au public de documents conservés aux Archives départementales
L’ouverture au public de documents conservés aux archives départementales du Pas-de-Calais, avec en particulier les rapports de préfets et sous-préfets, ou encore les différents rapports de police sur les partis politiques et les réunions politiques, leur affiches, tracts électoraux et articles de presse, a permis aux historiens Pascale Bréemersch et Jean-Michel Decelle, dans un livre publié en 1997, d’aborder "sous un jour nouveau" cette période politique tendue, suivie "d’affrontements sociaux particulièrement durs" lors des grèves qui ont suivi, selon un résumé de leur enquête effectué par le Service des archives départementales du Pas-de-Calais.

## Sources
- Leurette-Verbrugghe, Les élections législatives de 1936 dans le Pas-de-Calais, sous la direction d'Y.-M. Hilaire, université de Lille 3, 1972.
- 1936, le front populaire dans le Pas-de-Calais par Pascale Bréemersch et Jean-Michel Decelle, 1997.